# Mathias Hubert
Mathias Hubert (oder Matthias Hubert, * 16. August 1892 in Nagyzsám, heute Jamu Mare, Königreich Ungarn, Österreich-Ungarn; † 29. Januar 1964 in Timișoara, Volksrepublik Rumänien) war ein Architekt und Pädagoge.

## Leben
Er wurde am 16. August 1892 als Sohn von Mathias Hubert und Theresia Haupt geboren. Er besuchte das Staatsobergymnasium in Vršac von 1903 bis 1911, im Juni 1911 erhielt er das Abitur. Während des Ersten Weltkrieges erreichte er den Dienstgrad des Fähnrichs, später den des Leutnants des 7. Honvedregimentes in Vršac. Er wurde mehrmals verwundet.
Hubert studierte Architektur an der Budapester Josephakademie von 1915 bis 1918. Von 1919 bis 1959 war er Professor an der Höheren Fach- und Gewerbeschule in Timișoara. Nach 1945 unterrichtete er zusätzlich an der Berufsmittelschule für Baufacharbeiter in Timișoara.
Politisch stand er dem Kreis um Michael Kausch nahe.

## Werke
Er erbaute unter anderem:
- die Banatia, die heutige Medizinische und Pharmazeutische Universität Victor Babeș
- das „Deutsche Künstlerhaus“
- das Palais des „Schwäbischen Bankvereins“
- das „Deutsche Haus“ am Scudierpark, heute Parcul Civic (Timișoara)
- Hotel Timișoara, 1928
- Piața Victoriei (Timișoara)

In Wojtek erbaute er die Deutsche Ackerbauschule.